# 莉莉代爾 (紐約州)
莉莉代爾（英語：Lily Dale）是位於美國紐約州學托擴縣的非建制地區。

## 歷史
莉莉代爾的郵局自1888年營運至今。

## 地理
莉莉代爾所處的海拔為高於海平面406米（即1332英呎），而該地所採用的時區為UTC-5，即北美东部时区（EST）。同時該地設有夏令時間，為UTC-5調快一小時，即UTC-4（EDT）。